# 15-й батальон территориальной обороны Сумской области
15-й батальон территориальной обороны Сумской области «Сумы» (укр. 15-й батальйон територіальної оборони "Суми") — отдельный батальон, созданный в Сумской области и включённый в состав 58-й отдельной мотопехотной бригады Сухопутных войск Украины.

## Предшествующие события
19 марта 2014 года Совет национальной безопасности и обороны Украины принял решение о создании оперативных штабов при областных государственных администрациях пограничных областей Украины. 30 марта 2014 года и. о. президента Украины А. В. Турчинов поручил руководителям областных администраций начать создание батальонов территориальной обороны в каждой области Украины.
30 апреля 2014 года было принято официальное решение возложить функции создания батальонов территориальной обороны в каждой области Украины на областные военные комиссариаты.

## Формирование батальона
24 апреля 2014 было объявлено о формировании батальона территориальной обороны в Сумской области.
Личный состав батальона проходил обучение на военном полигоне 27-го Сумского ракетно-артиллерийского полка.
Формирование батальона проходило с использованием бюджетных средств Сумской области, средств местных бюджетов и внебюджетных средств фонда «Сумы»:
- так, 19 июня 2014 Сумский городской совет выделил из специального фонда городского бюджета 99 тысяч гривен[12] на приобретение бронежилетов V класса защиты для военнослужащих батальона[11][13] (закупленные бронежилеты поступили в батальон 2 июля 2014[14]).
- 26 июня 2014 областной совет Сумской области выделил ещё 3 млн гривен на приобретение амуниции для батальона[15].
- 8 июля 2014 областной совет Сумской области передал в распоряжение батальона несколько автомашин, ранее конфискованных органами государственной власти на территории Сумской области[16]
- 1 октября 2014 фонд «Сумы» передал батальону тепловизор «Pulsar Quantum HD50S» стоимостью 63 тыс. гривен[17], ещё 30 тыс. гривен фонд передал на лечение раненых военнослужащих батальона[18]
- 20 ноября 2014 архиепископ Сумский и Ахтырский Евлогий передал батальону партию бронежилетов и разгрузочных систем[19][20]
- в феврале 2015 года ОАО "Сумыоблэнерго" подарили батальону печку-"буржуйку"[21]

30 апреля 2014 года жёны и родственники военнослужащих батальона провели пикет у здания областного военкомата с требованием сообщить, когда именно вернутся домой призванные по мобилизации военнослужащие (ранее сообщалось, что они мобилизованы на 45 дней). После этого областной военком Юрий Полоус сообщил женщинам, что мобилизованные мужчины смогут вернуться лишь после указа и. о. Президента о демобилизации.
9 июня 2014 батальон был отправлен в зону боевых действий на юго-востоке Украины для несения службы в Луганской области.
При этом, военнослужащие батальона не получили каски и бронежилеты, что вызвало возмущение родственников призывников.
12 сентября 2014 капеллан батальона «Днепр-1» Орест Карелин вручил 15-му батальону территориальной обороны знамя — синего цвета, с гербом украинских сечевых стрельцов.
В ноябре 2014 года 15-й батальон территориальной обороны Сумской области был преобразован в 15-й отдельный мотопехотный батальон 92-й отдельной механизированной бригады.
В соответствии с указом президента Украины П. А. Порошенко № 44 от 11 февраля 2016 года оказание шефской помощи батальону было поручено Сумской областной государственной администрации.

## Деятельность
С 9 июня 2014 года батальон находится на территории Луганской области. Сначала он был разделён на две части, расположенные на расстоянии около 100 км друг от друга недалеко от границы с РФ. Позднее, в начале июля около двадцати военнослужащих батальона были переброшены в северном направлении — в посёлок городского типа Меловое.
В ночь с 8 на 9 августа 2014 позиции одного из подразделений батальона возле посёлка Меловое Луганской области были обстреляны из стрелкового оружия и гранатомётов.
4 декабря 2014 военнослужащий батальона получил черепно-мозговую травму, он был доставлен в больницу и скончался в ночь с 7 на 8 декабря 2014.
В начале апреля 2015 года батальон нёс службу на территории Луганской области, но 6 - 23 апреля 2015 в ходе ротации военнослужащих был временно выведен на отдых в Сумскую область.
3 мая 2015 на одной из просёлочных дорог у села Катериновка в Попаснянском районе на минно-взрывном устройстве подорвалась бронемашина БРДМ-2, погибли два военнослужащих батальона и были ранены ещё трое
19 августа 2015 в результате взрыва "растяжки" погиб военнослужащий-сапёр из состава инженерно-саперной группы батальона.

## Техника, вооружение и снаряжение
Личный состав батальона вооружён автоматами АКС-74У и АК-74, есть несколько гранатомётов.
11 июня 2014 года батальон получил помощь от киевской региональной организации миротворцев «КРОМ» (рации для командиров отделений, бронежилеты и спальные мешки). 16 июля в батальон отправили микроавтобус с ещё одной партией помощи от общественной организации «Офісна сотня допомоги Українській армії», в состав помощи входили бронежилеты IV класса защиты украинского производства.
5 декабря 2014 батальон получил одну бронемашину БРДМ-2
В феврале 2015 батальон получил ещё одну БРДМ-2, оснащённую комплектом решётчатых противокумулятивных экранов.